# 国民社会主義党 (イギリス)
国民社会主義党（英語: National Socialist Party、略称：NSP）またはイギリス国民社会主義党は、1916年から1941年まで存在したイギリスの小政党。イギリス社会党 (BSP)内で、第一次世界大戦への参戦を支持する少数派集団を起源とする。歴史的にはマルクス主義の左派の関連を持つが、党はより穏健主義に向かった。労働党と連帯したが、最終的には吸収された。

## 名称
党名の「国民社会主義」は、ドイツの「国民社会主義ドイツ労働者党」（NSDAP、ナチス）に類似しているが、NSPの設立はNSDAP等の名称採用より先である。
NSP設立時には「国民社会主義」は現在のように政治的な右翼に関連した用語とは思われていなかった。NSPは左翼政策を堅持し、ナチズムの思想とは関連しなかった。

## 概要
国民社会主義党はヘンリー・ハインドマンが設立し、彼の敗北後は後継者が選挙を指導した。彼らは、「プロシアの軍国主義」に対抗するため第一次世界大戦へのイギリスの参戦が望ましいと信じた。しかし彼らはマルクス主義政党である事を続けた。1918年の労働党との連携の後に前衛党主義を放棄し、ロシア革命はイギリスの戦争への労力を弱める単なる危険性と見た。国民社会主義党は、新聞「ジャスティス」(en)の周囲で集まった。
1918年イギリス総選挙では3名が議会に選出された。Dan Irving (en)とWill Thorne(en)は労働党として、John Joseph Jones(en)は国民社会主義党の名称であった。
1919年に、名称を「社会民主連合」(Social Democratic Federation)に変更した。その時点では11名の国会議員がいたが、1921年のハインドマン死去の後、段階的に解体して労働党に吸収され、1941年に解散した。
上記以外の著名なメンバーには、H. W. Lee(en)、Hunter Watts(en)、John Stokes(en)、Joseph Burgess(en)などがいる。